# Ujo
Ujo (oficialmente en asturiano: Uxo) es una parroquia situada en el concejo asturiano de Mieres.

## Descripción

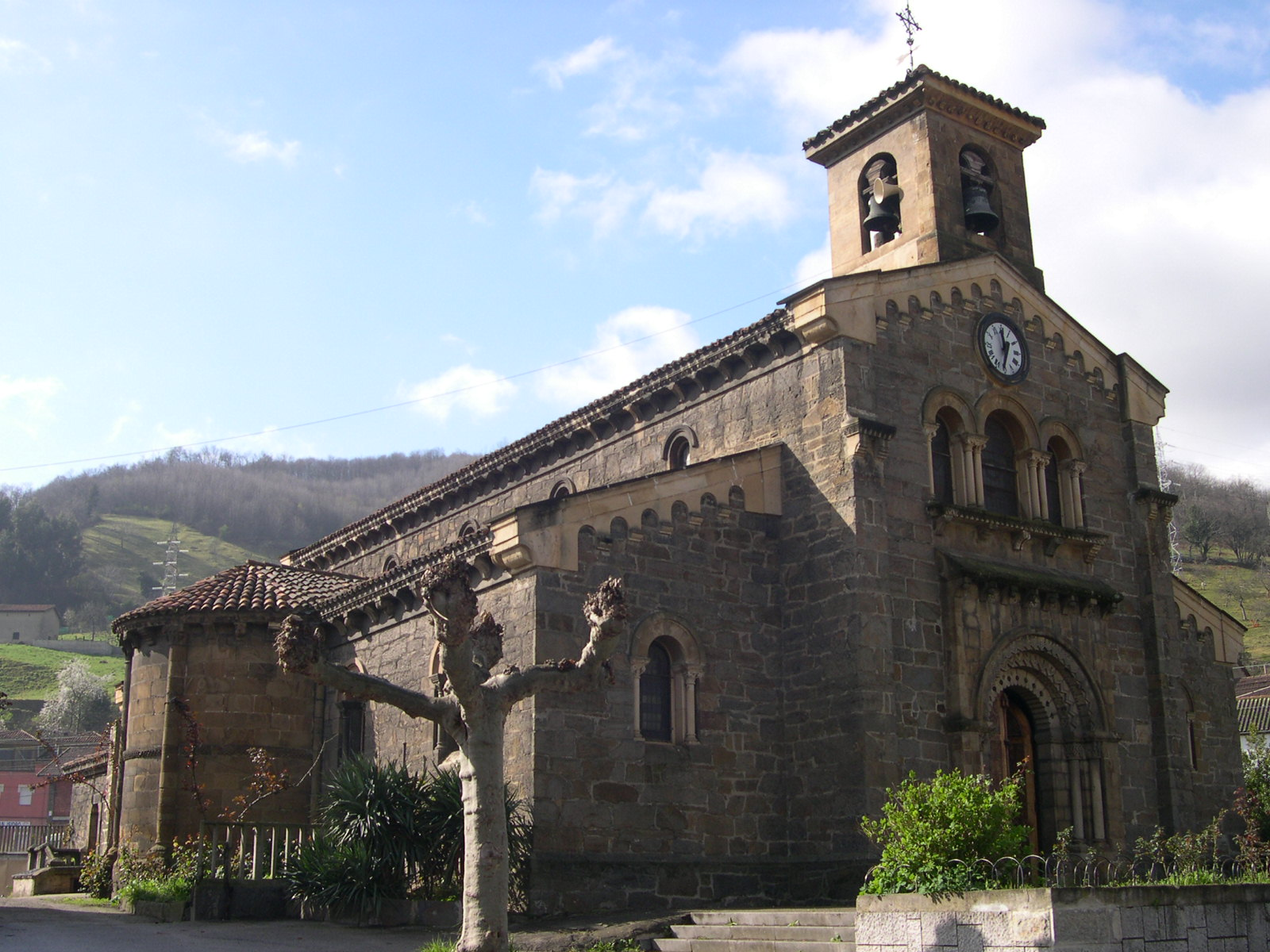
Iglesia románica de Santa Eulalia

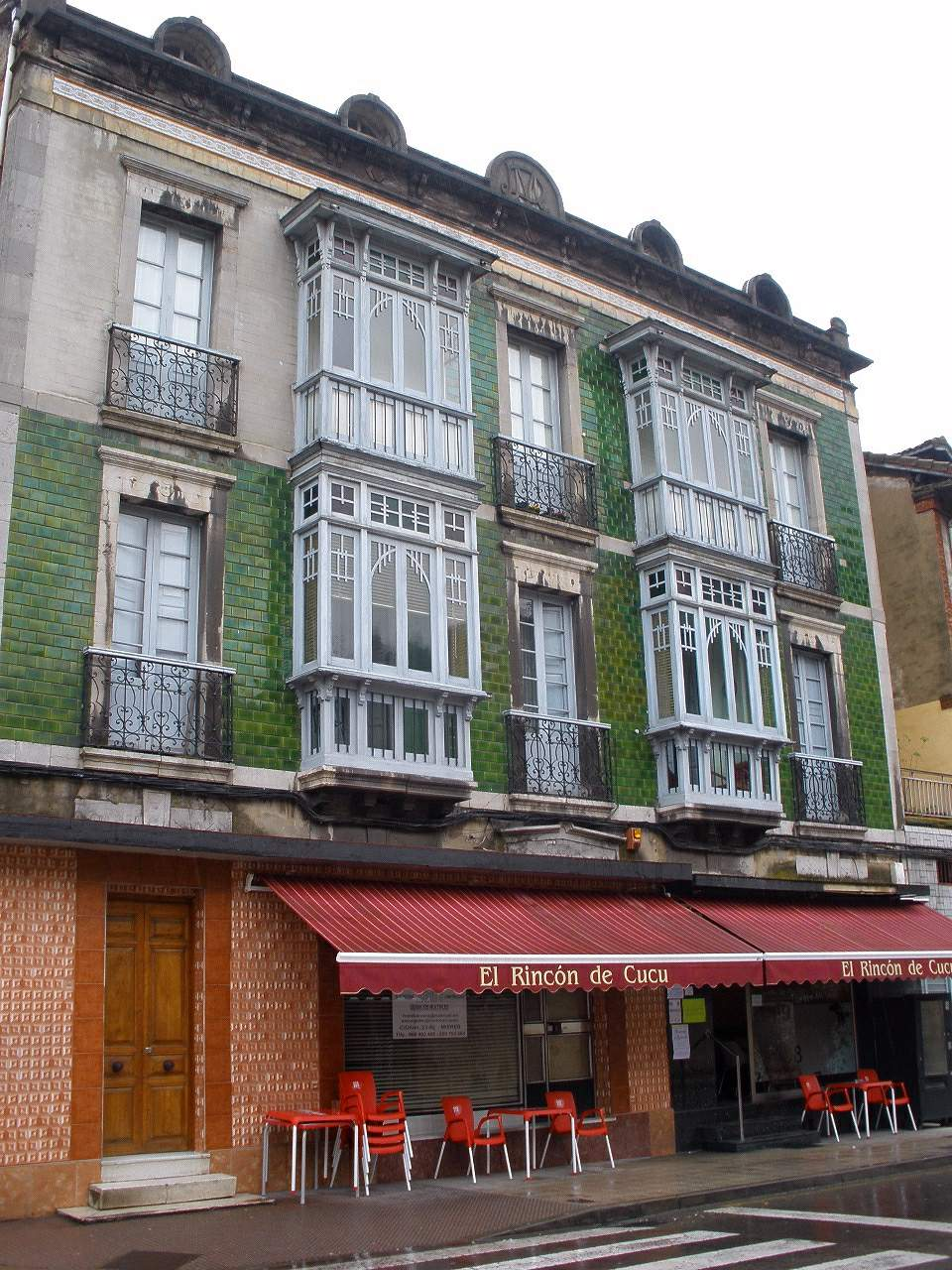
Casa modernista en Ujo

Tiene dos zonas bien diferenciadas: el núcleo urbano central y Cortina - La Estación (Zona Oeste), divididas físicamente por el ferrocarril León-Gijón (hoy Renfe).
Con una población aproximada de 1920 habitantes, destacan los barrios de La Vega, San José, Santa Olaya, Cortina y La Estación. Su población se ha visto mermada en los 30 años debido a la reconversión minera, siendo anteriormente en núcleo económico muy próspero.  
En la zona urbana está la iglesia de Santa Eulalia cuyas portadas datan del siglo XII, declarada Monumento Artístico-Histórico en 1923 y Bien de Interés Cultural. Destacan también las casas obreras y altos mandos derivadas de la actividad minera, restando numerosos ejemplos de los siglos XIX y XX con viviendas con arcos escarzanos y miradores acristalados. Ujo fue también un importante nudo ferroviario al contar con un gran taller de locomotoras, hoy abandonado, construido en 1924 y que incluida numerosas viviendas para ferroviarios en sus torres. 
Su fiesta local es el 1 de mayo, San José Obrero, además a mediados de marzo se celebran las jornadas gastronómicas en Ujo del Pitu Caleya en los locales hosteleros de la localidad.
Está comunicada por la autovía A-66, las carreteras N-630, AS-112, AS-375 y MI-3 y ferrocarriles FEVE y RENFE. Se encuentra a 5 km de la villa de Mieres, a 21 de Oviedo y a 38 de Gijón.

## Procedencia terminológica
Ujo, cuyo nombre deriva de la palabra latina vulgar ustium (en lugar del clásico ostium, significando ‘entrada’ o ‘salida’), aparece también en Asturias bajo forma de Ucio (Ribadesella). En ambos casos está clara su adecuación al lugar: en el de Ujo, se trata de «entrada natural» a un valle, el del río Caudal; en el de Ucio se refiere a la embocadura de otro río, el de San Miguel, que vierte sus aguas en la boca del Sella. En cualquier caso , y al margen de las cuestiones toponímicas, lo que sí está claro es que ambos lugares fueron asentamientos romanos, o a menos, lo suficientemente romanizados como para llevar este nombre.

## Demografía
Ujo ha perdido gran parte de su población debido a la crisis de reconversión industrial  de las comarcas  mineras asturianas. La evolución demográfica de la parroquia, desde el año 2000 al 2013, es la siguiente:
| 2758                                          | 2734 | 2666 | 2636 | 2621 | 2587 | 2558 | 2532 | 2425 | 2370 | 2333 | 2271 | 2252 | 2183 |
| (Fuente: Padrón municipal de habitantes, INE) |      |      |      |      |      |      |      |      |      |      |      |      |      |

| Gráfica de evolución demográfica de Ujo entre 2000 y 2013     |
|                                                               |
| - Población según padrón municipal de habitantes. Fuente INE. |

### Entidades de población
Según el nomenclátor de 2013, la parroquia comprende las siguientes entidades de población:
| Nombre en castellano        | Nombre en asturiano   | Categoría histórica | Población (2013) (habitantes) | Altitud (m) | Distancia a la capital municipal (km) |
| --------------------------- | --------------------- | ------------------- | ----------------------------- | ----------- | ------------------------------------- |
| Barredo                     | Barreo                | lugar               | 14                            | 238         | 6,30                                  |
| Barrio Nuevo de la Estación | El Barrio la Estación | barrio              | 64                            | 260         | 6,50                                  |
| Casares                     | Casares               | aldea               | 3                             | 550         | 6,60                                  |
| Conforcos                   | Conforcos             | casería             | deshabitada                   | 340         | 6,90                                  |
| Cortina                     | Cortina               | barrio              | 73                            | 260         | 5,50                                  |
| Embaralado                  | L'Envaralao           | lugar               | 2                             | 260         | 5,90                                  |
| El Pedrisco                 | El Pedriscu           | lugar               | deshabitado                   |             | 6,50                                  |
| Pontarrón                   | El Puntarrión         | casería             | 4                             |             | 5,20                                  |
| Rebollo                     | El Rebullu            | casería             | 7                             |             | 6,50                                  |
| La Reigosa                  | La Reigosa            | casería             | 24                            |             | 5,70                                  |
| Ribayón                     | El Ribayón            | lugar               | 6                             | 252         | 6,40                                  |
| Senriella                   | Sanriella             | lugar               | 1                             |             | 7,10                                  |
| Sierru                      | El Siirru             | lugar               | 21                            |             | 6,00                                  |
| Los Tapios                  | Los Tapios            | lugar               | 7                             |             | 6,30                                  |
| La Tejera                   | La Teyera             | lugar               | 9                             | 640         | 6,40                                  |
| Ubriendes                   | Uriendes              | aldea               | 21                            | 400         | 5,50                                  |
| La Urdiera                  | La Urdiera            | lugar               | deshabitado                   |             | 5,80                                  |
| Villar                      | Villar                | aldea               | 12                            | 400         | 6,40                                  |
| Las Viñas                   | Les Viñes             | lugar               | deshabitado                   |             | 6,00                                  |
| Vistalegre                  | Vistalegre            | barrio              | 44                            | 340         | 5,80                                  |
| Reicastro                   | Ricastro              | lugar               | 7                             |             | 5,20                                  |
| Ujo                         | Uxo                   | lugar               | 1864                          |             | 6,00                                  |